# Athens, Pennsylvania
Athens là một thị trấn thuộc quận Bradford, tiểu bang Pennsylvania, Hoa Kỳ. Năm 2010, dân số của thị trấn này là 3367 người.